# Симон Рак-Михайловський
Симон Рак-Михайловський (біл. Сымон Аляксандравіч Рак-Міхайлоўскі, пол. Szymon Rak-Michajłowski; 2 (14) квітня 1885, Максимівка, Вілейський повіт, Віленська губернія, нині Молодечненський район, Мінська область — 27 листопада 1938, Мінськ, СРСР) — білоруський громадський та політичний діяч, публіцист і педагог. Делегат Першого Всебілоруського з'їзду, діяч Білоруської Народної Республіки, член Ради БНР, Посол I каденції сейму Польської Республіки (1922-1927). 
Діяч Білоруської соціалістичної громади, Білоруського соціал-демократичної партії та Білоруської селянсько-робітничої громади. Публікувався на сторінка газет «Наша Нива», «Білорусь», «Дзвін» тощо. Автор музики на слова Максима Богдановича «Зорка Венера».

## Біографія

### Молодість
Народився у багатодітній білоруській родині Олеся і Марцели (до шлюбу Рудь) Михайловських. Сім'я мала селянське походження й була православною. Подвійне прізвище взяв лише Симон; вважається, що він знайшов певні документи, котрі свідчили про те, що саме так звучало прізвище його далекого предка. У віці десяти років Симон залишився без батька, тому з раннього віку йому довелося працювати найманим пастушком. По досягненню 14 років працював лісорубом у панському лісі біля Семкового Городка.
1900 року завершив початкову школу в Радошковичах. Протягом 1900-1904 навчався в Молодечненській учительській семінарії. У 1904-1909 роках учителював у школах Свенцянського і Вілейського повітів, займався культурно-просвітницькою діяльністю, збирав і записував народні пісні, легенди й казки, вивчав білоруські народні звичаї та обряди. Упродовж революції 1905 року пропагував ідеї соціального і національного визволення, обирався селянами представником до Державної думи. 1906 року Рак-Михайловський потрапив під 3-місячний адміністративний арешт за розповсюдження соціал-демократичних листівок й прокламацій, покарання відбував у Вілейській в'язниці. Юний Симон прагнув продовжити освіту у Віленському учительському інституті (за іншими відомостями — в котромусь із вищих навчальних закладів Санкт-Петербурга), проте не був прийнятий через «неблагонадійність». Урядові переслідування змусили оселитись в Криму. 1912 року закінчив Педагогічний Інститут у Феодосії. Обіймав посаду викладача чотирикласного вищого початкового училища жіночої гімназії в місті Карасубазар. У Феодосії одружився з молодою вчителькою — грекинею Надією Мусолавою. В 1912 народився син, який отримав ім'я Рогволод. Сімома роками пізніше в шлюбі народилася донька Рогнеда.
Улітку 1914 Рак-Михайловського мобілізували до російської армії. У фронтові окопи не потрапив, мабуть, через проблеми зі здоров'ям. До вересня 1917 служив писарем у канцелярії 24-го транспорту 5-го обозного батальйону 10-ї армії. Вів революційну агітацію серед солдатів. Почав публікуватися в 1915 році (стаття «З думок в поході» в «Нашій Ниві»).

### Початок діяльності в білоруському русі

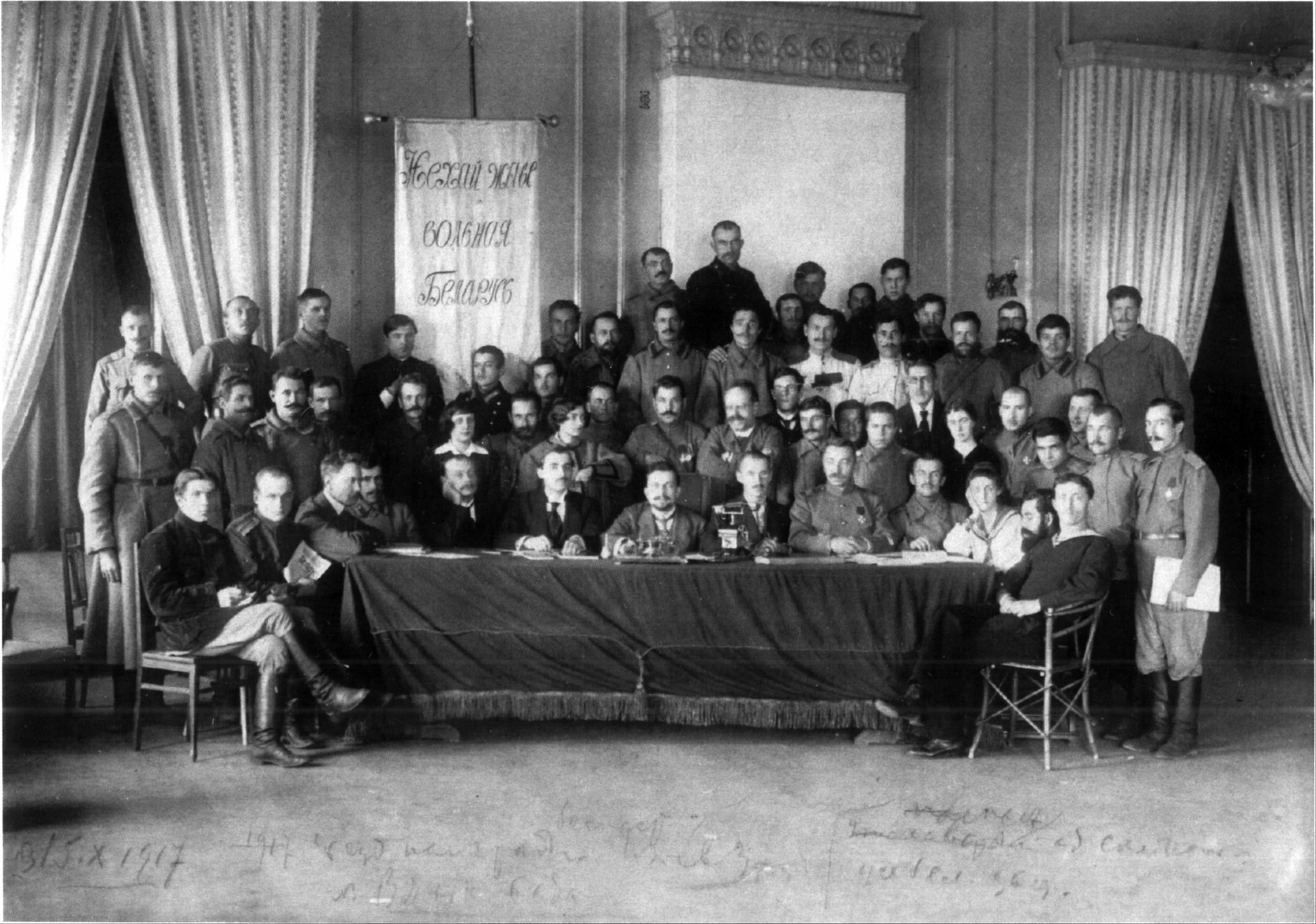
2-я сесія Центральної ради білоруських організацій (15 (28) жовтень 1917 року, Мінськ). Симон Рак-Михайловський сидить четвертий з правого боку

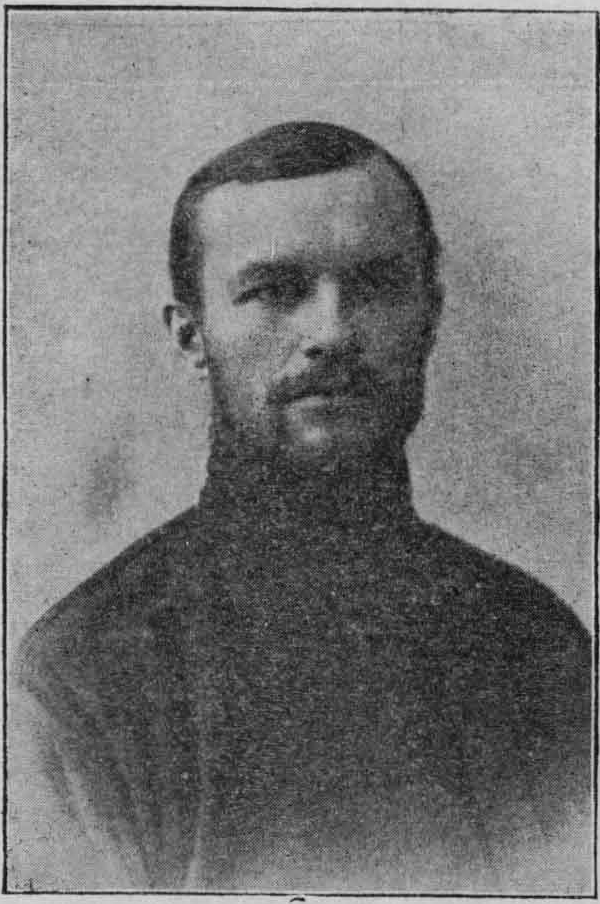
Симон Рак-Михайловський, близько 1919 року

Після Лютневої революції повернувся до Мінську й долучився до політичного життя. На початку 1917 року вступив до Білоруської соціалістичної громади (БСГ). У березні того ж року брав участь у З'їзді білоруських національних організацій. Був організатором й учасником проведеного в жовтні з'їзду воїнів-білорусів Західного фронту, очолив створену на ньому Центральну білоруську військову раду. На 3-му з'їзді БСГ Симона обрали членом Центрального комітету. Паралельно займався справою розвитку білоруської національної освіти, обіймаючи посаду секретаря білоруської шкільної підкомісії при Мінській міській думі.
На Першому Загальнобілоруському конгресі 1917 року в Мінську увійшов до президії, керував засіданнями, виступав з питання організації білоруських військових формувань. Після розгону конгресу увійшов до підпільного Виконкому його Ради, спільно з Олександром Цвікевичем і Яном Середою був спрямований на мирні переговори у Бересті. Як зазначає Олександр Бергман, до міста довелося добиратися пішки. Більшовики затримали білоруську делегацію перед лінією фронту, тому та потрапила до Бересті окружною дорогою через Україну. Втім, участі у перемовинах делегати не взяли, Лев Троцький обґрунтовував відмову тим, що Радянська Росія не визнала Білорусь, а отже вона становить частину Росії. Білоруські представники змогли взяти участь у конференції лише як спостерігачі з української сторони. 25 лютого 1918 року Рак-Михайловський й Цвікевич надали представнику німецької делегації Шиллеру коротку довідку про історію білоруського руху та про становище білоруського питанням до лютого 1918. Втім, Брестський мирний договір підписали без урахування їхньої думки, що стало наслідкомполітичної слабкості Виконкому Ради Всебілоруського з'їзду й відсутності у нього реальної влади.
Після проголошення незалежності Білоруської Народної Республіки 25 березня 1918 року Рак-Михайловський та Олександр Цвікевич виїхали на переговори до Києва з урядом Української Народної Республіки. Делегація мала офіційно повідомити УНР, а через її радіотелеграф й народам Європи про проголошення незалежності БНР, з'ясувати можливості для отримання грошової позики білоруському уряду, налагодити торговельний обмін між двома країнами й постійний прямий зв'язок між їхніми столицями. Окрім того, передбачалося вирішити питання щодо двостороннього кордону на основі етнографічного принципу й досягти міжнародної підтримки України у визначенні західних і північних кордонів Білорусі на тих же засадах.
Представникам БНР не вдалося реалізувати більшості завдань, головним чином у світлі тодішнього геополітичного становища. Українська сторона, виходячи з передусім стратегічних міркувань, прагнула провести кордони якомога північніше, зберігаючи за собою Полісся й залізничну колію Брест-Брянськ. Представники УНР обґрунтовували свою позицію Брест-Литовським договором, слабкістю БНР та необхідністю межування з Росією або Польщею у випадку падіння останньої. 10 червня 1918 року білоруську делегацію відкликали з Києва до Мінська. Рак-Михайловський повернувся на батьківщину дещо пізніше, восени 1918, оскільки перед остаточним завершенням роботи він виїхав до Криму, щоб забрати до Мінська сім'ю. 
Рак-Михайловський висловлював протест проти спрямованої 26 квітня 1918 року німецькому кайзеру вітальної телеграми. Як прихильник народницького крила БСГ він виступав за створення власної держави, спираючись на білоруський трудовий народ. Після розколу в червні 1918 року Білоруської соціалістичної громади на 3 частини, Симон Рак-Михайловський став одним із творців, а відтак і членом ЦК Білоруської соціал-демократичної партії. Підтримував тісні зв'язки з Білоруською партією соціалістів-революціонерів. Після повернення до Мінська займався організацією білоруських початкових шкіл. У вересні 1918 — травні 1919 року працював директором Мінських перших білоруських учительських курсів, які були створені Секретаріатом освіти БНР з дозволу командування німецької 10-ї армії і після приходу радянської влади були перетворені в 1 Мінські білоруські педагогічні курси при Мінському білоруському педагогічному інституті.
Продовжував діяльність у білоруському національному русі і в часи польської окупації Білорусі 1919-1920 років. 10 серпня 1919 року в зайнятому поляками Мінську виник представницький орган білоруських національних організацій — Тимчасовий білоруський національний комітет (ТБНК), до складу якого серед інших діячів, як представник Ради БНР, увійшов Рак-Михайловський. Очолив Білоруську центральну шкільну раду, одночасно працюючи інструктором білоруської секції шкільного відділу Мінського магістрату, директором курсів білорусознавства. 
У жовтні 1919 року згідно з декретом Юзефа Пілсудського було почато створення білоруського національного війська і заради цього була затверджена Білоруський військова комісія (БВК), Рак-Михайловський був включений до її складу як голова культурно-освітньої комісії. У березні 1920 року ввійшов до організаційного комітету створеного в Мінську Білоруського православного народного братства імені Святих Кирила і Лаврента Туровських, метою якого було поставлено «об'єднання православних білорусів для захисту Святої православної Віри на Білоруській землі і розширення національної свідомості серед білоруського народу і зміцнення між братчиками основ християнської моралі, доброго християнського життя і взаємної допомоги». Увійшов до складу делегації на чолі з Вацлавом Івановським, яка 20 — 24 березня проводила переговори з головою комісії для розробки проекту врегулювання польсько-білоруських відносин Леоном Василевським. В результаті переговорів білоруській стороні вдалося домогтися виділення поляками деяких субсидій на розвиток білоруського національної освіти.
У грудні 1919 року в Мінську стався розкол Ради БНР, в результаті якої Рак-Михайловський увійшов до утвореної 13 грудня Вищої Раду БНР, яка виступала за подальше виконання обов'язків прем'єра Ради БНР Антоном Луцкевичем. Різниця двох Рад (Найвища і Народна Рада БНР) полягала в тому, що прихильники Вищої ради стояли на більш помірних пропольських позиціях, в той час як їхні опоненти — на антипольських. Входження Рак-Михайловського, який до сих пір дотримувався радикальних соціалістичних поглядів, до Вищої Ради було не дуже логічним. Польські спецслужби в міжвоєнний період пояснювали це тим, що Рак-Михайловський та інші близькі йому ідейні діячі входили до полонофільських структур із завданням підриву цих структур зсередини.
Після початку наступу Червоної Армії на Варшаву в 1920 році Рак-Михайловський покинув Мінськ, спочатку перебрався у Київ, а в липні до Гродно. У короткий період існування радянської влади в місті, Рак-Михайловський працює шкільним інструктором відділу народної освіти і займається організацією шкіл у Гродненському повіті. З родиною Аркадія Смолича, з якою він в той час жив в одній квартирі, Рак-Михайловський вирішує залишитися в місті і після відступу Червоної Армії 17 липня 1920 року. За Володимиром Адамушком, він був змушений так зробити тому, що в цей час важко хворіли на дизентерію його діти. Викладав у Гродненській білоруській гімназії, брав участь у роботі Білоруського національного комітету в Гродно, співпрацював з газетою «Білоруське слово».

### Діяльність у Західній Білорусі

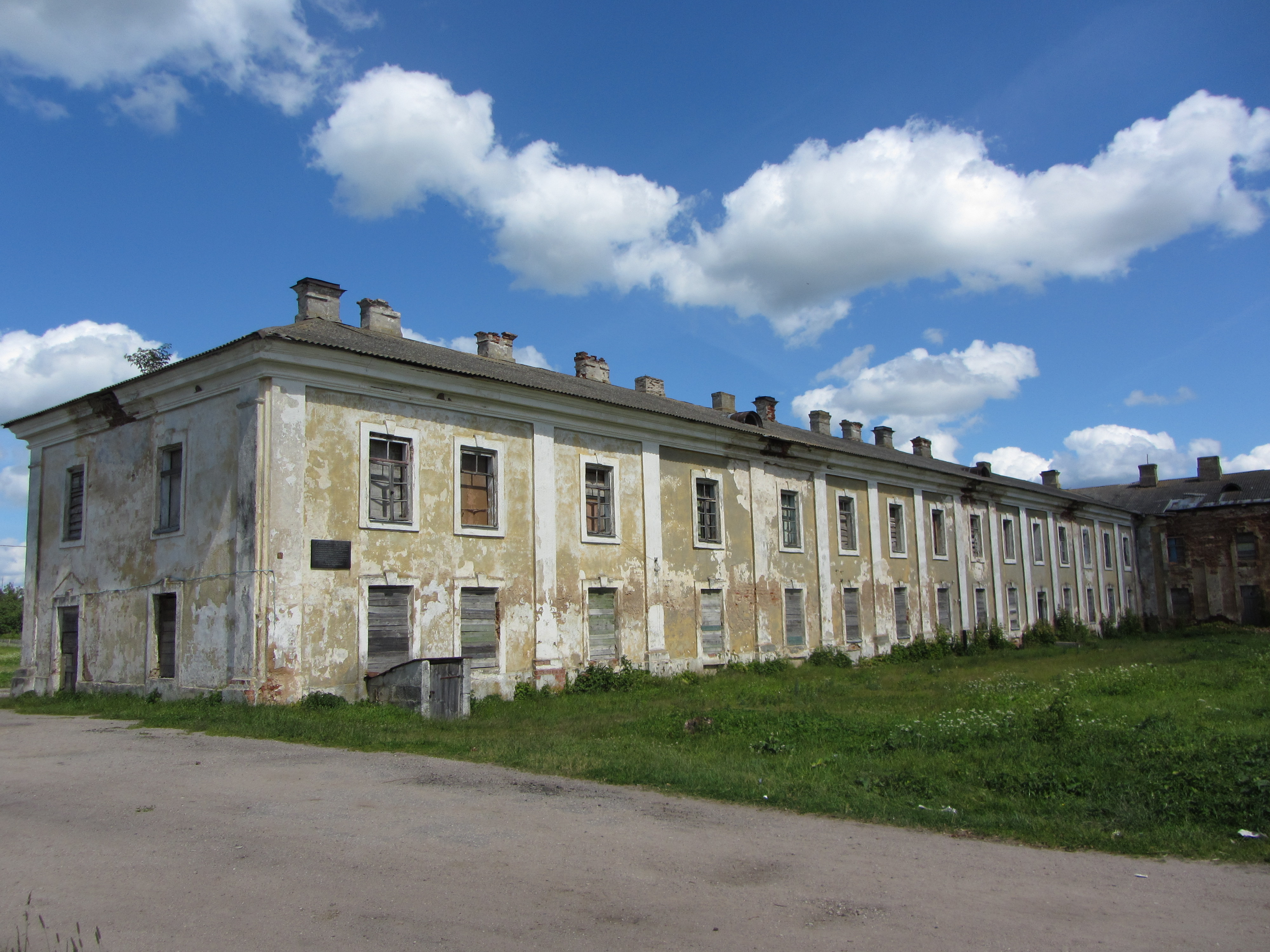
Будівля, в якому розміщувалася вчительська семінарія в Борунах, колишній монастир василіан, 2014 рік

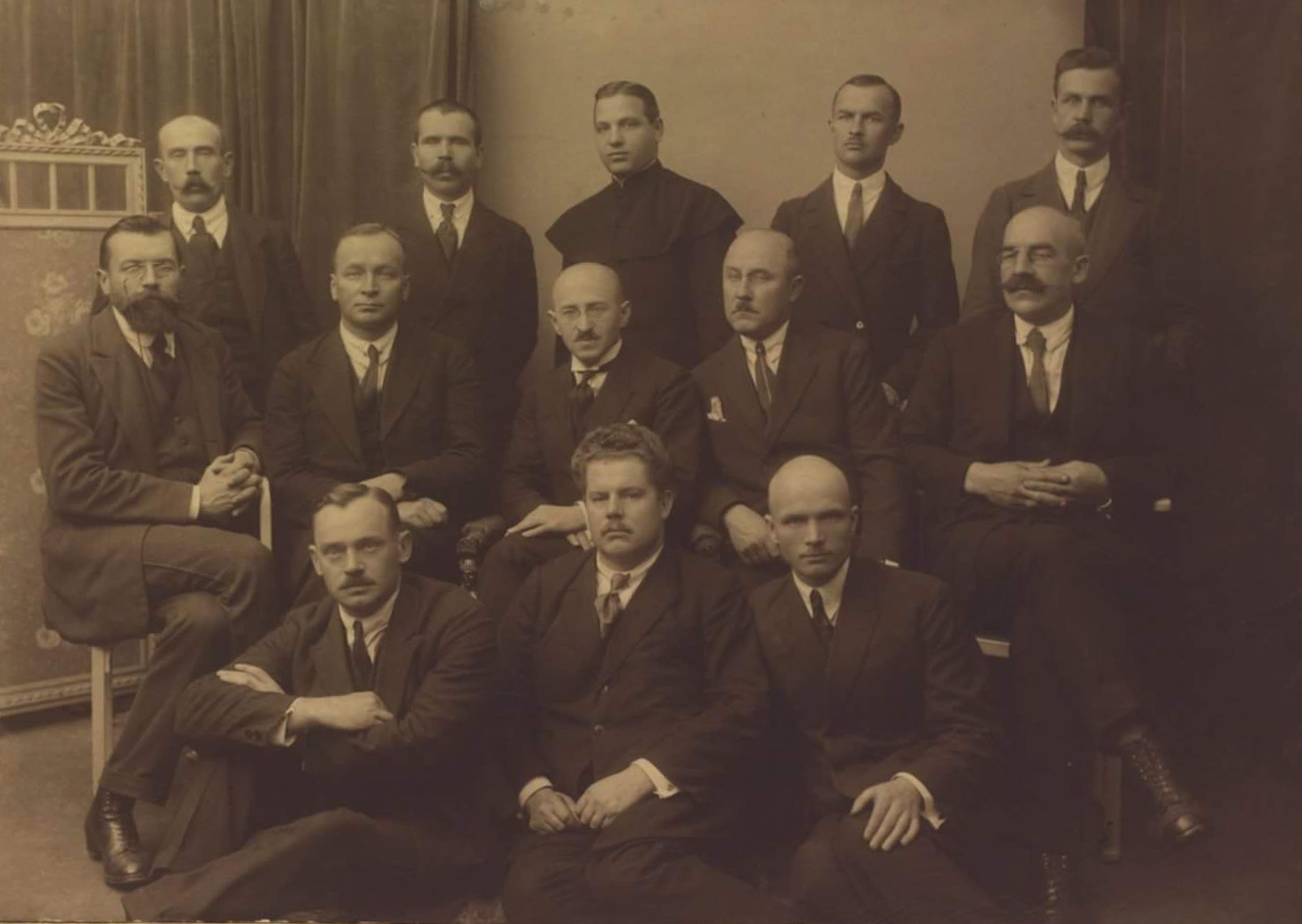
Білоруський посольський клуб. Сидять (зліва направо): в 1-му ряду — А. Овсяник, Ф. Єремич, П. Волошин;
у 2-му ряду — В. Богданович, М. Каханович, Б. Тарашкевич, А. Назаревський, А. Власов;
стоять: В. Рогуля, С. Якавюк, А. Станкевич, С. Рак-Михайловський, П. Мітла, Варшава
1923 рік

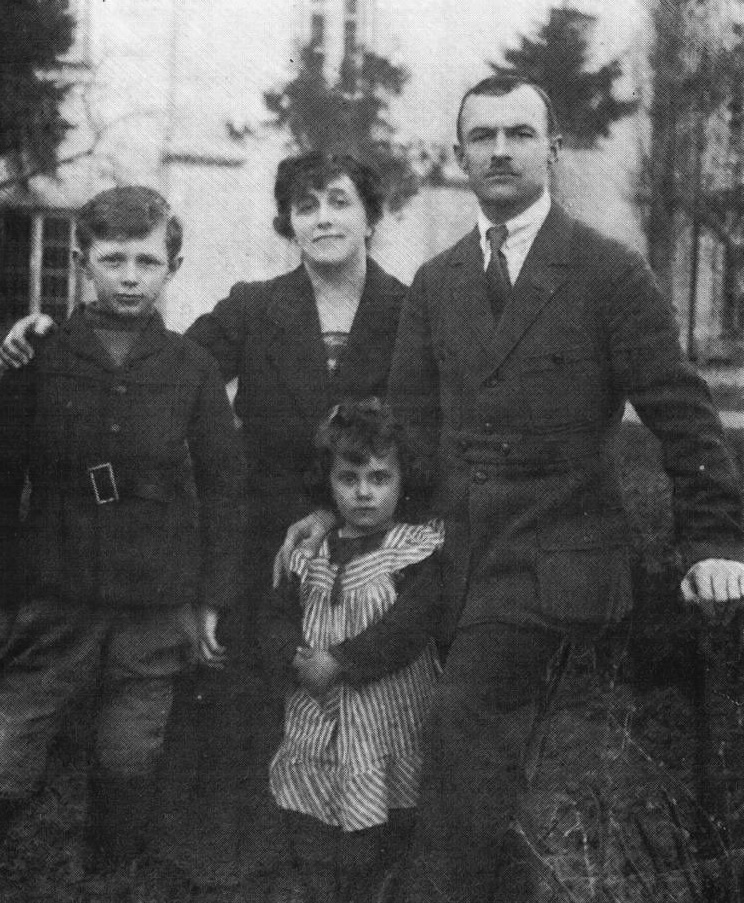
Симон Рак-Михайлівський з дружиною Надією, дочкою Рогнідою і сином Рогволодом. У дворі Віленської білоруської гімназії, 1923 рік

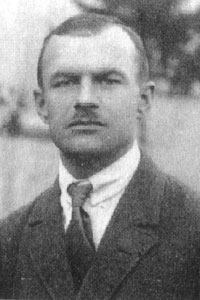
Симон Рак-Михайловський

З кінця вересня 1920 роки Рак-Михайловський все більше часу проводить у Варшаві і Вільнюсі, а в кінці січня 1921 року його сім'я остаточно перебирається до Вільно, де в жовтні 1920 року було створено маріонеткове державне утворення Серединна Литва. У Департаменті освіти Середньої Литви був створений білоруський відділ, завідувачем якого став Броніслав Тарашкевич. У 1920–1921 роках Рак-Михайловський працює директором і вчителем Білоруської учительської семінарії в Борунах.
У травні 1921 року семінарія в Борунах була закрита польською владою, після чого Рак-Михайловський остаточно перебрався до Вільно. 3 літа 1921 року завідував білоруськими учительськими курсами у Вільнюсі, одночасно з осені викладаючи математику у Віленській білоруській гімназії  .
Член Білоруського національного комітету у Вільнюсі, один з керівників Білоруського товариства допомоги постраждалим від війни і Білоруського видавничого товариства, член Товариства білоруської школи, засновник Білоруської партії незалежних соціалістів (1922-1925).
При організації білоруської школи мав розчарування через зіткнення з несхвальною до всього білоруського позицією польського керівництва Середньої Литви. У зв'язку з цим ще більше радикалізується його власна політична позиція. 30 березня 1921 року Янка Черепука писав до Вацлава Ластовського, що «Симон Рак каже: одно треба робити, за бомби і револьвери треба взятися». Вступив до створеного 17 квітня 1921 року пропольського Білоруського державного комітету, але розчарувався в ньому одним з перших, разом з Максимом Горецьким вийшов з нього після кількох зборі . Починає відкрито висловлюватися за відновлення порушеної в грудні 1919 року єдності Ради БНР. 10 липня 1921 роки Рак-Михайловський разом з Кузьмою Терещенком у листі до Броніслава Тарашкевича оголосили про припинення навіть формального існування Найвищої Ради БНР. У 1921 році Рак-Михайловський був одним із тих, хто виступав за порозуміння Віленського БНК з ковенським урядом БНР на чолі з Вацлавом Ластовським.
Наприкінці 1921 року активно підтримав ідею бойкоту білоруськими національними організаціями виборів до Сейму Серединної Литви, які були призначені польською владою на 8 січня 1922 року і фактично грали роль плебісциту, який повинен був розв'язати суперечку між Польщею і Литвою про майбутню державну приналежність Віленської землі. Більшість білоруських діячів в той час стояла на боці Литви, яка пообіцяла білорусам автономію. У виборах взяли участь 64,4 % всіх виборців, таким чином білоруським діячам не вдалося досягти своєї мети. 20 лютого 1922 року Віленський сейм, обраний без їхньої участі, ухвалив рішення про приєднання Віленщини до Польщі, а 28 березня Сейм був розпущений, 6 квітня був прийнятий закон про передачу влади над Віленщиною делегату польського уряду.
У серпні 1922 року білоруські організації активно включилися у виборчу кампанію в польський парламент. Симон Рак-Михайловський офіційно увійшов до складу Білоруського центрального виборчого комітету (БЦВК) і був поставлений другим після Антона Овсяника місці у списку Блоку національних меншин (БНМ) в Лідському окрузі. Під час виборчої кампанії не брав у ній активної участі, є факти його таємного співробітництва з віленськими комуністами. У листопаді 1922 року обраний послом сейму Польської Республіки.
Не брав активної участі в парламентській роботі, займаючись контактами з білоруськими радянськими властями в Мінську і урядом БНР в еміграції. За 4 роки виконання посольських обов'язків всього 4 рази (12 лютого 1924 року, 6 липня та 12 грудня 1925 року 21 липня 1926 року) виступив з трибуни Сейму і подав від свого імені тільки 4 запити, які в основному стосувалися прав білоруського населення у справі отримання освіти рідною мовою (з них 3 — на початку 1926 року). Формально входячи в комісії Сейму (охорони здоров'я, правову комісію, комісію суспільної опіки) активної участі в їхній роботі не брав. Часто їздив по Західній Білорусі (в основному Віленщиною і північній Новогрудщині) й проводив так звані «звітні мітинги», які користувалися великою популярністю серед населення. Посольська недоторканність дозволяла Рак-Михайловському відкрито і більш радикально висловлювати свої думки, ніж тим діячам, що не мали посольського мандата. Разом з деякими однодумцями брав участь у підготовці на території Західної Білорусі антипольського повстання, таємно відвідував місця формування партизанських загонів. Сергій Хмара, один з організаторів партизанського руху на Слонімщині, згадував часті таємні відвідуванні Рак-Михайловського .
На початку 1925 року керівництво компартій Західної Білорусі та Польщі визнала помилковим курс на підготовку збройного повстання. Центральні комітети КПРП і КПЗБ закликали комуністів і партизанів припинити збройну боротьбу як несвоєчасну і акцентувати увагу на широкій політмасовій і організаційній роботі серед жителів Західної Білорусі. Для виконання цих завдань було вирішено заснувати масову білоруську радикальну організацію — Білоруську селянсько-робітничу громаду (БКРГ). Першим кроком у цьому напрямку став розкол Білоруського посольського клубу і створення окремої білоруського парламентської фракції в сеймі Польщі — посольського клубу Білоруської селянсько-робітничої громади (БКРГ, червень 1925)  . Рак-Михайловський — заступник голови ЦК БКРГ, організатор Центрального секретаріату БКРГ, керівник її редакційного комітету. Редактор «Бюлетеня посольського клубу БКРГ» . Рак-Михайловський був головою Наочною ради Білоруського кооперативного банку, через який проходила значна частина фінансових коштів з БССР для організації роботи БКРГ. З 1926 р. голова Наочної ради Товариства білоруської школи. У багатьох джерелах написано, що Рак-Михайловський у 1926 році вступив до КПЗБ . Історик Олександр Пашкевич зазначає, що точних відомостей про вступ Рак-Михайловського до КПЗБ немає.
Під час розгрому БКРГ заарештований польською владою. Був затриманий 15 січня 1927 року на вокзалі в Вільнюсі. Наступні три місяці провів у вільнюській Лукицькій в'язниці, а потім у в'язниці для політичних в'язнів у Вронках. Вільнюським окружним судом 22 травня 1928 року на «процесі 56-і» за «комуністичну пропаганду» засуджений до 12 років ув'язнення. Був направлений разом з Максимом Бурсевичем у Караново Познанського воєводства . У січні 1929 року апеляційний суд зменшив термін до 6 років ув'язнення, навесні 1930 року достроково звільнений.

### Переїзд до БРСР, репресії і смерть

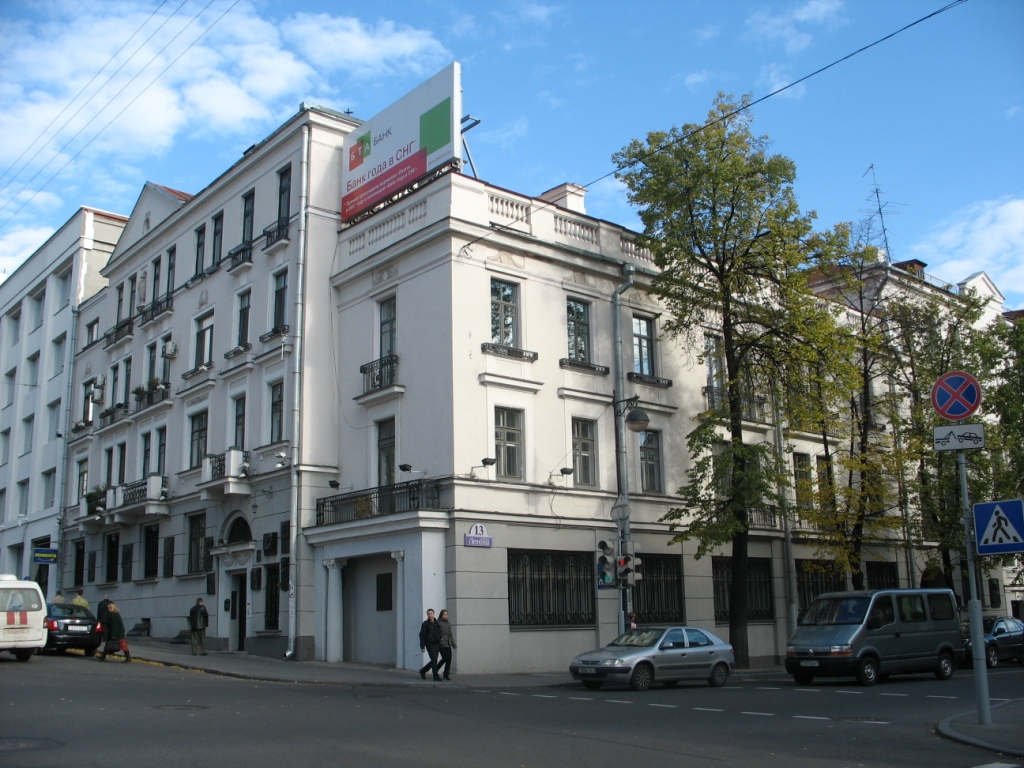
Тодішній Другий будинок Рад (історичний Будинок Свентицького, нинішня адреса — ріг вул. К. Маркса і Леніна 30/13), в якому Симон Рак-Михайловський був заарештований 16 серпня 1933 року

З іншими білоруськими діячами у жовтні 1930 року переїжджає до Мінська. По приїзду до Мінська Рак-Михайловський та інші громадівці помістили свої підписи на комуністичних передвиборних прокламаціях (вибори до польського парламенту відбувалися в листопаді 1930 року) Центрального білоруського селянсько-робітничого комітету «Змагання», на що, за Мухою-Мухновським, не погодилися у Вільнюсі. У прокламації поливалися брудом усі білоруські національні діячі некомуністичної орієнтації.
Працював у секторі науки Наркомату Просвітництва БРСР. З лютого 1931 року і до арешту працював директором Білоруського державного соціально-історичного музею. Вступив до ВКП(б). У 1931-1932 роках був членом ЦВК УРСР.

Заарештований ГПУ БССР 16 серпня 1933 року в Мінську за адресою: вул. К. Маркса, 2-й Будинок Рад, у справі «Білоруського Національного центру». Півроку провів у в'язниці мінського ГПУ. Рішенням судової колегії ОГПУ СРСР від 9 січня 1934 роки як «організатор і керівник контрреволюційної організації БНЦ», засуджений до розстрілу; вирок замінено на 10 років таборів. Покарання відбував у Соловецьких таборах, куди був направлений з іншими фігурантами справи (Петром Мятлом, Гнатом Дворчанином, Йосипом Гавриликом, Максимом Бурсевичем, Флегонтом Волинцем) . Український діяч Семен Підгайний, який в той час відбував ув'язнення на Соловках, у своїх спогадах «Недостріляні» писав про громадівців: 

Няшчасныя і зблажэлыя прыбылі на Салаўкі гэтыя валадары, што сталіся апошнімі нявольнікамі. З іх найвыдатнейшым і найбадзёршым быў Рак-Міхайлоўскі. Не ведаю пра ягонае мінулае, не ведаю і пра ягоную дзейнасць у савецкай Беларусі. Магу сцвердзіць толькі толькі адно, што гэты чалавек сапраўды адкрыта і без жаднага жалю сказаў «Так нам і трэба». Мне давялося колькі разоў размаўляць з Рак-Міхайлоўскім, і ён зрабіў на мяне добрае ўражанне. Здавалася, што чалавек, у якога галава была набіта ўшчэнт усялякім саветафільскім мэтлахам, не можа гэтак хутка прыйсці да памяці, але ў Рак-Міхайлоўскага гэты чад хутка развеяўся. Ён рашуча і катэгарычна асуджаў усё, ува што так слепа паверыў, і так ён караў сябе за мінулае. На Салаўках ён трымаў сябе незалежна, працаваў на цяжкіх фізічных працах, скрозь і заўсёды падкрэсліваў сваю нянавісць на бальшавізму і Масквы, і ўрэшце неяк у 1936 годзе трапіў у адзін з салавецкіх ізалятараў. Адтуль пра яго я не меў ніводных вестак.
Оригінальний текст (укр.)
Нещасні й жалюгідні прибули на Соловки ці володарі, що стали найупослідженішими рабами. 3 усіх цих найвидатнішим та найбадьорішим був Рак-Михайловський. Не знаю про його минуле, не знаю й про його діяльність на совєтській Білорусі. Можу ствердити тільки одне, що ця людина справді одверто й без найменшого жалю казала: «Так нам і треба». Мені довелося кілька разів розмовляти з Рак-Міхайловським, і він на мене справив хороше враження. Здавалось, що людина, у якої голова була набита вщерть всяким совєтофільським мотлохом, не може так швидко прийти до пам'яти, але у Рак-Міхайловського цей чад швидко розвіявся. Він рішучо і категорично засуджував усе, у що так сліпо повірив, і картав себе за минуле. На Соловках тримався незалежно, працював на важких фізичних роботах, скрізь і завсіди підкреслював свою ненависть до большевизму, до Москви, і зрештою десь у 1936 році потрапив до одного з соловецьких ізоляторів. Відтоді про нього я не мав жодних відомостей.

 5 вересня 1937 року етапований до Мінська; 14 листопада 1938 року «особливою трійкою» НКВС УРСР як «агент 2-го відділу польського генштабу» засуджений до розстрілу. Розстріляний у Мінську . Реабілітований військовим трибуналом Білоруського військового округу 18 квітня 1956 року. Особиста справа Рак-Михайловського № 10182-с (припинено 16 серпня 1956) зберігається в архіві КДБ Білорусі.

## Публіцистика
Першу статтю «3 думок у поході» надрукував у газеті «Наша нива» 5 червня 1915. Публікації 1917—1918 років («До білоруської інтелігенції і сільських вчителів», «Зберігайте нашу пісню»), брошура «Розмова про білоруську мову» (1919) пройняті стурбованістю автора проблемою збереження мови, культурної спадщини білоруського народу.
Регулярну публіцистичну творчість почав у 1919 році на сторінках газет «Білорусь», «Дзвін», журналу «Рідний край» та інших західнобілоруських видань національно-визвольного напрямку. Друкувався під псевдонімами: Бавтручонак, Білорус, Бутрим Коляда, Симон Михалков, Симон Рак; Криптоніми: С. Г., Р.-М. , Симон Р., Симон Р-к. У численних статтях виступав на захист білоруських шкіл, за соціальну справедливість, проти грабунку польською владою природних багатств Західної Білорусі.
Редакторські здібності особливо проявилися у пресі БКРГ. Підготував текст організаційного статуту БКРГ (опублікований разом з програмою у 1926 році у Вільнюсі), редагував «Бюлетень посольського клубу Білоруської селянсько-робітничої громади» та інші видання. У виступах на вільнюському процесі 56-і над членами громади Рак-Михайловський не відмовився від попередньої своєї діяльності, дав високу оцінку національно-визвольного руху:
| " | Громада потрясли наш народ і це — її велика заслуга . | " |

У публікаціях в БРСР він захищав політв'язнів, ТБШ, білоруські гімназії в Західній Білорусі.
Автор «Арифметичного задачника для початкових шкіл» (ч. 2, 1923), брошури «Страшний ворог: (Книжка про горілку)» (1924).

## Поетична і музична творчість

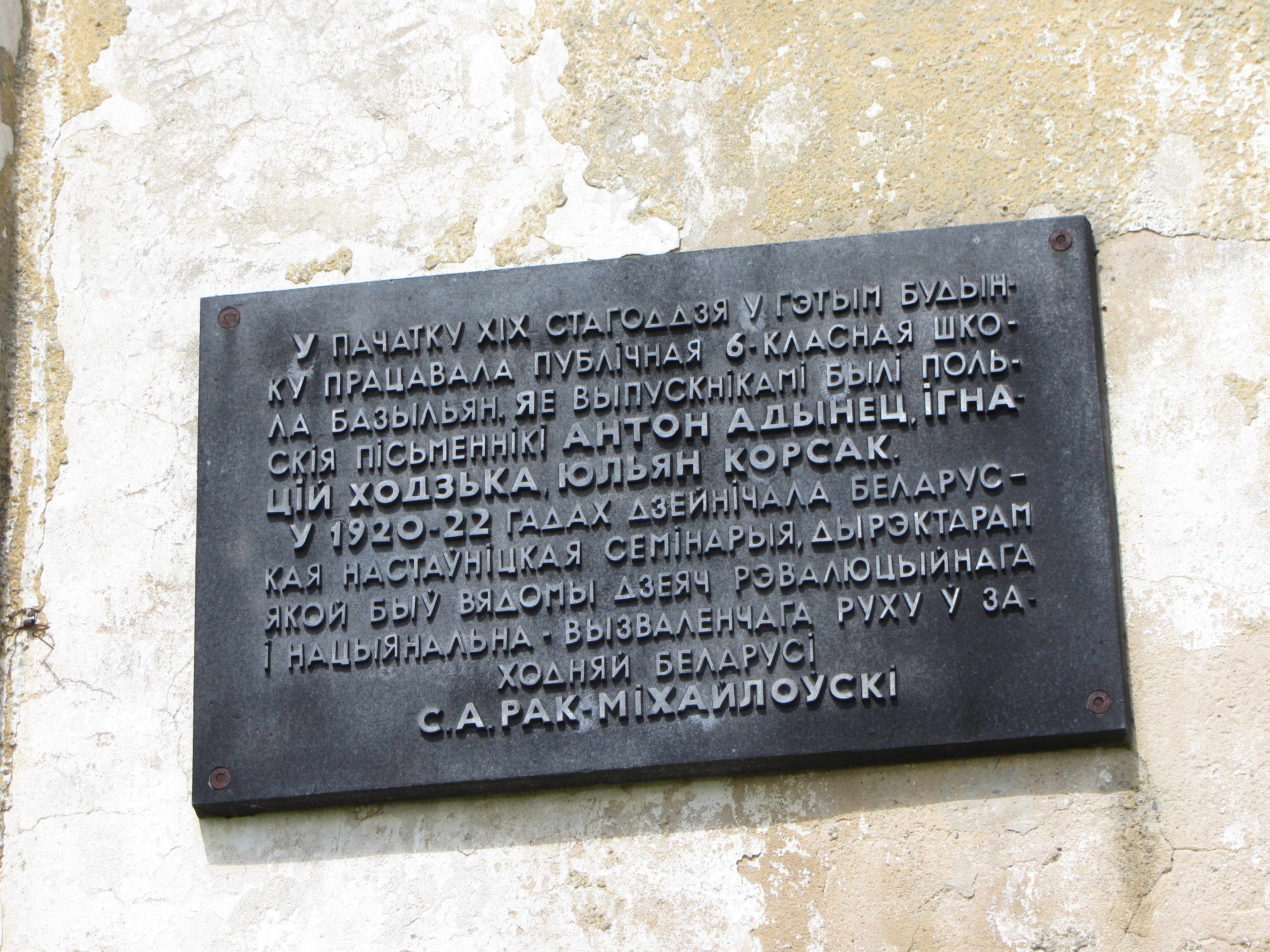
Пам'ятна дошка на колишньому будинку монастиря василіан в Борунах, в якому в 1920—1922 роках діяла білоруська вчительська семінарія, директором якої був Симон Рак-Михайловський

Симон Рак-Михайловський написав музику до романсу на слова Максима Богдановича «Зорка Венера». Через те, що С. Рак-Михайловський був репресований, авторство романсу в довідковій літературі подавалася як народне, а після використання музики в опері «Зорка Венера» автором помилково вважали Юрія Семеняка.
Рак-Михайлівський приписують авторство дуету-балади «Що за хлопець, що за дівчина?».

## Вшанування пам'яті
У 1982 році на пам'ять Симона Рак-Михайловського в центрі села Максимівка Молодечненського району встановлено меморіальний знак.